# LPT (enhetsbeteckning)
LPT är i flera operativsystem, bland annat MS-DOS, enhetsbeteckningen för en parallellport avsedd för skrivare.
LPT är förkortning av Line Printer, vilket före persondatorernas tid var den vanligaste möjligheten för utskrift på papper.